# 簡肇熠
簡肇熠（1993年7月12日—）是臺灣男子籃球運動員，場上主打控球后卫位置，最後效力於超級籃球聯賽台灣啤酒。
簡肇熠畢業於松山高中、中國文化大學，2015年9月在超級籃球聯賽新人選秀會第二輪第四順位被裕隆納智捷選中，之後效力過臺灣銀行與富邦勇士，2018年褪下球衣，曾在永和國中、建國中學籃球隊擔任教練，2021年復出加盟T1聯盟台灣啤酒英熊。2022年3月底車禍酒測值超標，7月初球團決議扣除6個月薪水並在休賽季期間進行社區公益活動及服務。2022年9月代表台灣啤酒出席跨聯盟籃球邀請賽。

## 外部連結
- 簡肇熠的Instagram帳戶
- 簡肇熠在fiba.basketball（英语）
- 簡肇熠在archive.fiba.com（存檔）（英语）
- 簡肇熠在Eurobasket.com（球員）（英语）
- 簡肇熠在Proballers（英语）
- 簡肇熠在RealGM（英语）
- 簡肇熠在Flashscore（英语）